# Bythaelurus lutarius
Bythaelurus lutarius és una espècie de peix de la família dels esciliorrínids i de l'ordre dels carcariniformes.

## Morfologia
- Els mascles poden assolir 34 cm de longitud total.[1][2]

## Hàbitat
És un peix marí que viu entre 338-766 m de fondària.

## Distribució geogràfica
Es troba a Moçambic i Somàlia.